# أيرون مايك ستيل
أيرون مايك ستيل (بالإنجليزية: John Michael Meek)‏ هو مصارع محترف أمريكي، ولد في 18 يوليو 1955 في تامبا في الولايات المتحدة، وتوفي بنفس المكان في 29 أغسطس 2007.